# Alena Gerber
Alena Gerber, también conocida como Alena Fritz, (Ostfildern, Baden-Wurtemberg; 20 de agosto de 1989) es una modelo, actriz y presentadora alemana.

## Carrera
Gerber fue descubierta por una agencia de modelos alemana a la edad de 13 años. Participó en concursos de belleza regionales.
Gerber ganó notoriedad por primera vez en octubre de 2008 como Playmate en el Playboy alemán. También tuvo breves apariciones como invitada en varias series de televisión alemanas y ha aparecido en varios programas de televisión alemanes.
Gerber reside en Suiza, Alemania y Estados Unidos. Su agencia de modelos es Vivienne.

## Vida personal
En 2013 participó en el programa Mein Mann kann con su entonces pareja Sven Hannawald, de quien se separó en abril de 2014. Se comprometió con el exfutbolista Clemens Fritz a principios de 2017 y en agosto del mismo año fueron padres de una niña. Gerber y Fritz se casaron el 25 de octubre de 2017. Gerber tomó el apellido de su esposo y desde entonces se llama Alena Fritz. Sin embargo, ha vuelto a aparecer en público desde agosto de 2019 con su apellido de soltera.
Gerber está comprometida con el bienestar animal y apoyó a PETA, entre otros.

## Filmografía

### Cine
| Año  | Título                     | Director         | Papel  | Nota |
| ---- | -------------------------- | ---------------- | ------ | ---- |
| 2023 | Manta, Manta - Zwoter Teil | Til Schweiger    | Anna   |      |
| 2023 | One Ranger                 | Jesse V. Johnson | Carmen |      |

### Televisión
| Año       | Título                  | Papel                                | Nota                       |
| --------- | ----------------------- | ------------------------------------ | -------------------------- |
| 2009-2011 | Die Rosenheim-Cops      | Ver listaMarita Müller Maja Birnbach | 2 episodios                |
| 2011      | Utta Danella            | Enfermera                            | 1 episodio; sin acreditar  |
| 2011      | Schreie der Vergessenen | Jessi                                | Película de TV             |
| 2011      | Böse Mädchen            | Varios                               | 6 episodios                |
| 2011      | Forsthaus Falkenau      | Sandra Berghammer                    | 1 episodio                 |
| 2012      | Hubert ohne Staller     | Cindy                                | 1 episodio                 |
| 2013      | Verbotene Liebe         | Vanessa Kleef                        | 2 episodios; sin acreditar |
| 2014      | Monaco 110              | Irina                                | 1 episodio                 |
| 2015      | SOKO Stuttgart          | Jenny Lienert                        | 1 episodio                 |
| 2020      | Das Traumschiff         | Sofia Kanter                         | 1 episodio                 |